# Szarzy – Szare Pantery
Szarzy – Szare Pantery (niem. Die Grauen – Graue Panther) – niemiecka partia polityczna istniejąca w latach 1989–2008. Założona przez urodzoną w 1925 Trudę Unruh – wcześniejszą działaczkę SPD, FDP, a następnie bezpartyjną posłankę do Bundestagu (wybraną z listy Zielonych).
W wyniku skandalu związanego z wyłudzaniem subwencji rządowych, a w rezultacie utraty przez partię płynności finansowej, zarząd partii zwołał nadzwyczajny zjazd partyjny, który rozstrzygnął o rozwiązaniu partii. Decyzja ta została podtrzymana 17 marca w referendum ogólnopartyjnym.

## Program
Szarzy byli partią „generacyjną”, walczącą o prawa osób starszych i reformę, która zapewniałaby godne emerytury dla osób, które ukończyły 65 lat.  Ponadto partia promowała alternatywne źródła energii w celu ochrony środowiska naturalnego.

## Finansowanie
Partia utrzymywała się przede wszystkim ze środków darczyńców (3,4 mln € w 2005) i subwencji z budżetu federalnego (1,2 mln €).  Składki członkowskie (55 000 €) stanowiły zaledwie 1,1% budżetu partii.